# Egil Monn-Iversen
Pour les articles homonymes, voir Monn et Iversen.
Egil Ragnar Monn-Iversen, né Egil Ragnar Monn à Oslo (Norvège) le 14 avril 1928 et mort dans cette ville le 7 juillet 2017, est un compositeur et producteur de films norvégien.

## Biographie

### Vie privée
Egil Monn-Iversen est marié avec l'actrice et chanteuse norvégienne Sølvi Wang jusqu'à sa mort en 2011.

## Récompenses et distinctions
- Ordre de Saint-Olaf
- Gammleng Award
- Filmkritikerprisen (1961)
- Prix Spellemannp spécial du jury (1972)
- Prix Leif Justers (1989)
- Prix Amanda (1998)

## Filmographie (musique de film)

### Cinéma
- 1953 : Vi vil skilles
- 1953 : Brudebuketten
- 1954 : Troll i ord
- 1954 : Kasserer Jensen
- 1954 : Portrettet
- 1956 : Kvinnens plass
- 1956 : Kontakt!
- 1957 : Peter van Heeren
- 1959 : 5 loddrett
- 1961 : Oss atomforskere i mellom
- 1961 : Line
- 1961 : Et øye på hver finger
- 1962 : Tonny
- 1962 : Operasjon Løvsprett
- 1962 : Stompa & Co
- 1963 : Vildanden
- 1963 : Papirdragen
- 1963 : Stompa, selvfølgelig!
- 1963 : Elskere
- 1964 : Operasjon sjøsprøyt
- 1964 : Nydelige nelliker
- 1965 : Stompa forelsker seg
- 1965 : Skjær i sjøen
- 1966 : Sjuende far i huset
- 1966 : Før frostnettene
- 1966 : Skrift i sne
- 1966 : Hurra for Andersens
- 1966 : Afrikaneren
- 1967 : Stompa til Sjøs!
- 1967 : Det største spillet
- 1968 : Trois Corniauds en vadrouille (Olsenbanden - Operasjon Egon)
- 1968 : Mannen som ikke kunne le
- 1968 : Sus og dus på by'n
- 1968 : Snow Treasure
- 1968 : Smuglere
- 1968 : Hennes meget kongelige høyhet
- 1969 : Brent jord
- 1969 : Himmel og helvete
- 1970 : Skulle det dukke opp flere lik er det bare å ringe.....
- 1970 : Skal vi leke gjemsel?
- 1970 : Douglas
- 1970 : Døden i gatene
- 1970 : Balladen om mestertyven Ole Høiland
- 1971 : Gråt, elskede mann
- 1972 : Norske byggeklosser
- 1972 : Ture Sventon - Privatdetektiv
- 1973 : Kanarifuglen
- 1974 : Bør Børson Jr.
- 1974 : Bobbys krig
- 1974 : Den siste Fleksnes
- 1974 : Bortreist på ubestemt tid
- 1974 : Ungen
- 1975 : Skraphandlerne
- 1976 : Bør Børson II
- 1977 : Øyeblikket
- 1981 : Den grønne heisen
- 1985 : I na kamnyakh rastut derevya
- 1992 : Ute av drift!
- 1994 : Fredrikssons fabrikk - The movie

### Télévision
- 1966 : Kontorsjef Tangen (série TV)
- 1967 : Og du (TV)
- 1968 : Ut av klemmen (TV)
- 1969 : Barbara (TV)
- 1969 : Taxi (série TV)
- 1970 : Bedside Story (TV)
- 1971 : Major von Knarren (série TV)
- 1973 : Maksveringar (série TV)
- 1976 : Nitimemordet (série TV)
- 1976 : Farlig yrke (série TV)
- 1977 : Lykkespill (série TV)
- 1978 : Blindpassasjer (série TV)
- 1979 : Brødrene Dal og professor Drøvels hemmelighet (série TV)
- 1979 : Mareritt ved midtsommer (TV)
- 1980 : Herfra til Haglemoen (série TV)
- 1981 : Septembermordet (TV)
- 1981 : Spøkelsesbussen (TV)
- 1981 : Saken Ruth Vang (série TV)
- 1981 : Fem dagar i december (série TV)
- 1982 : Ta den ring (série TV)
- 1982 : Fleksnes fataliteter (série TV)
- 1983 : SK-917 har nettopp landet.. (série TV)
- 1985 : Röd snö (série TV)
- 1989 : Marerittet (série TV)
- 1990 : Den spanske flue (TV)
- 1990 : Fredrikssons fabrikk (série TV)
- 1992 : Dødelig kjemi (série TV)
- 1994 : Vestavind  (série TV)
- 1994 : Nr. 13 (série TV)
- 1994 : Soria Moria (série TV)